# 민준영
민준영(한국 한자: 閔竣渶, 1996년 7월 27일 ~ )은 대한민국의 축구 선수로 포지션은 수비수이다.